# Ayudante de campo (milicia)

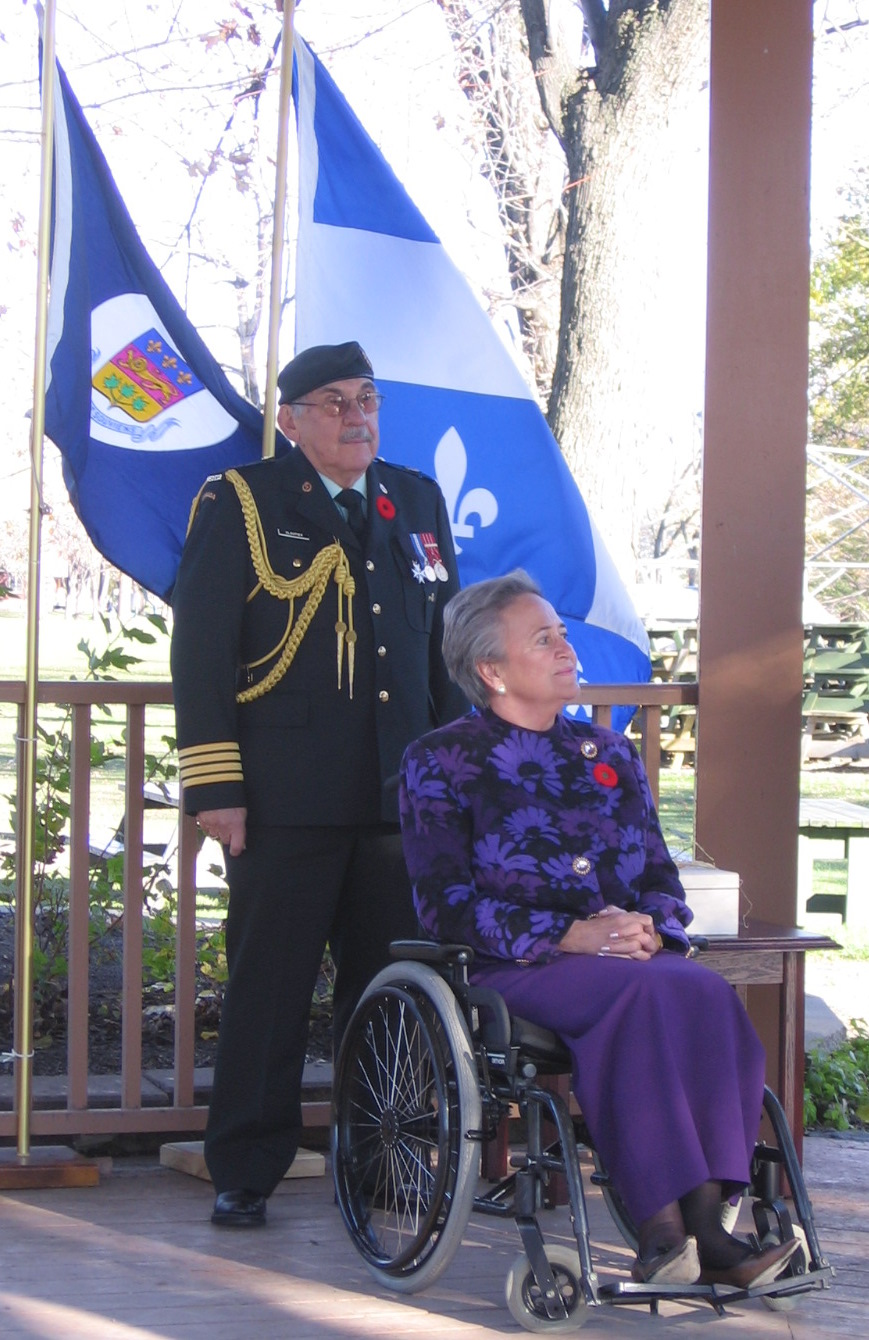
Un ayudante de campo acompañando a Lise Thibault.

Un asistente o ayudante de campo (del francés aide-de-camp) o edecán es el asistente personal, secretario o asistente militar de una persona de alto rango, usualmente un oficial militar de alta graduación o un jefe de Estado. El primer ayudante es generalmente el de mayor nivel.
En algunos países, ayudante de campo es un título honorífico que confiere derechos especiales y la participación en funciones ceremoniales.
La insignia tradicional de un ayudante de campo es normalmente la aiguillette, un cordón dorado o de otros colores, llevado colgando entre un hombro y los botones de la chaqueta del uniforme.

## Historia
Estas funciones parecen tan antiguas como la organización regular de las tropas. Solían en otro tiempo desempeñar voluntaria y gratuitamente estos destinos ciertos jóvenes de familias muy distinguidas. Según la organización militar francesa que sirvió de norma a la española desde que la dinastía Borbón ascendió al trono español, durante el siglo XVI y XVII los ayudantes de campo tenían el nombre de ayudantes de los mariscales de campo de los reales ejércitos porque estaban particularmente adscritos al mariscal de campo para secundar sus órdenes. 
El duque de Enghien tuvo 22 ayudantes todo el tiempo que estuvo sitiando a Thionville en 1645. Luis XIV pasaba 500 francos mensuales a cada ayudante de campo. El mismo Monarca destinó cuatro a cada mariscal o comandante general de ejército, dos a cada teniente general y uno a cada mariscal de campo en campaña. Entonces se nombraban para estos destinos oficiales jóvenes, instruidos e inteligentes. Los mariscales de Francia tienen ayudantes de campo de un grado superior a los de los otros generales. El cargo de ayudantes de campo cerca la persona de los reyes y príncipes debe considerarse más bien como un destino que como un grado, que desempeñan siempre oficiales generales.

## En Argentina
En la República Argentina se asignan como edecanes del presidente de la Nación Argentina tres oficiales con el rango de teniente coronel o equivalente, uno de cada fuerza armada (Ejército Argentino, Armada de la República Argentina y Fuerza Aérea Argentina). También se asignan tres oficiales para el ministro de Defensa.

## En España
En España, la Casa Real dispone, dentro del Cuarto Militar, de un número indeterminado de ayudantes de campo, previstos en el Real Decreto 434/1988, de 6 de mayo, en su redacción dada por el Real Decreto 772/2015, de 28 de agosto. Hasta 2015, eran diez ayudantes al servicio del rey, así como un número indeterminado para la princesa de Asturias.
Desde la reforma de agosto de 2015, no se especifica el número de ayudantes, si bien deben de tener los empleos militares de coronel o capitán de navío, teniente coronel o capitán de fragata, comandante o capitán de corbeta. Asimismo, se mantiene el requerimiento de que el primer ayudante tenga que tener el empleo de general, pues es también el jefe del Cuarto Militar.
En la actualidad, el rey de España cuenta con nueve ayudantes de campo a sus servicio (sin contar al primer ayudante): cuatro del Ejército de Tierra, dos de la Armada, dos del Ejército del Aire y del Espacio y uno de la Guardia Civil. Estos se turnan durante las 24 horas del día, todos los días del año.